# Kaplica Niepokalanego Poczęcia Najświętszej Maryi Panny w Bukowicach
Kaplica Niepokalanego Poczęcia Najświętszej Maryi Panny – rzymskokatolicka kaplica w Bukowicach, wzniesiona w 1896 jako cerkiew prawosławna.

## Historia
W Bukowicach od 1576 istniała prawosławna cerkiew Trójcy Świętej. W 1684 na jej miejscu została wzniesiona nowa świątynia unicka. Kolejną budowlę sakralną tego wyznania zbudowano w Bukowicach w 1751, do 1780 jej kolatorami była rodzina Sedlnickich. W 1875 miejscowa parafia pod przymusem przeszła do Rosyjskiego Kościoła Prawosławnego.
W 1896 na potrzeby prawosławnej parafii powstała nowa cerkiew. Została ona po 1915 zrewindykowana na rzecz Kościoła łacińskiego. W 1921 budynek był częściowo remontowany; kompleksową renowację przeszedł dopiero w latach 80. i 90. XX wieku. Świątynią opiekują się zakonnicy z klasztoru paulinów w Leśnej Podlaskiej.

## Architektura
Kaplica w Bukowicach jest budowlą drewnianą na kamienno-ceglanej podmurówce, orientowaną, szalowaną, o konstrukcji wieńcowej. Jest trójdzielna, z kwadratowym przedsionkiem, prostokątną nawą i niższym od niej i także prostokątnym prezbiterium. Wnętrza budynku kryje odeskowany strop; dach nad nawą jest dwuspadowy, zaś nad pomieszczeniem ołtarzowym – trójspadowy. Nad przedsionkiem wznosi się zbudowana na planie kwadratu wieża zwieńczona dachem hełmowym z cebulastą kopułką.
Ołtarz główny w bukowickiej kaplicy powstał w dwudziestoleciu międzywojennym, po jej przejęciu przez katolików. Umieszczono w nim prawdopodobnie XVIII-wieczną kopię obrazu Matki Bożej Leśniańskiej oraz XIX-wieczną ikonę Trójcy Świętej. Ołtarze boczne w świątyni zostały być może skonstruowane z elementów dawnego cerkiewnego ikonostasu, a wstawione do nich obrazy są ikonami z przełomu XIX i XX wieku. Przedstawiają odpowiednio Pokłon Pasterzy i Chrzest Pański. Z II poł. XIX w. pochodzi także wizerunek św. Jerzego i św. Barbary. Z końca XIX w. pochodzą lichtarze, starsza jest miedziana kropielnica, wykonana na przełomie XVIII i XIX w. jako kociołek na wodę święconą.
W marcu 1993 kaplicę wpisano do rejestru zabytków woj. lubelskiego.